# Антон Ульрих Брауншвейг-Вольфенбюттельский
Антон Ульрих Брауншвейг-Вольфенбюттельский (нем. Anton Ulrich von Braunschweig-Wolfenbüttel; 4 октября 1633, Хитцаккер — 27 марта 1714, Зальцдалум близ Вольфенбюттеля) — герцог Брауншвейга-Вольфенбюттеля из дома Вельфов.
Один из предвозвестников просвещённого абсолютизма: при надменности и властности находил время для литературных трудов, всячески заботился о внешнем блеске своего двора и лично сочинял тексты для музыкальных увеселений.

## Биография
Сын Августа II и его второй супруги Доротеи Ангальт-Цербстской, в 1685 году был назначен соправителем старшим братом Рудольфом Августом Брауншвейг-Вольфенбюттельским, а после его смерти в 1704 году правил единолично.
После того, как в 1707 году его внучка Елизавета Кристина приняла по его наущению католицизм и в 1708 году вышла замуж за тогдашнего претендента на испанский престол, впоследствии германского императора Карла VI, он в 1710 году открыто перешёл в Бамберге на сторону католицизма.
Стремясь к внешней пышности, он вместе с тем благодаря своему воспитанию, полученному под руководством историка и лингвиста Юстуса Георга Шоттелиуса, был усердным покровителем наук и искусств и членом Пальменского ордена. Помимо прочего, он значительно расширил библиотеку в Вольфенбюттеле и заложил основы картинной галереи, названной в его честь музеем Антона Ульриха.
Кроме некоторых опер, написанных им по случаю придворных празднеств, он оставил духовные песни, которые были изданы под заглавием «Christfürstliches Davids Harpfenspiel» (Нюрнб., 1667, Вольфенб., 1670, 1856). Музыку к ним написала его мачеха София Елизавета Мекленбургская.

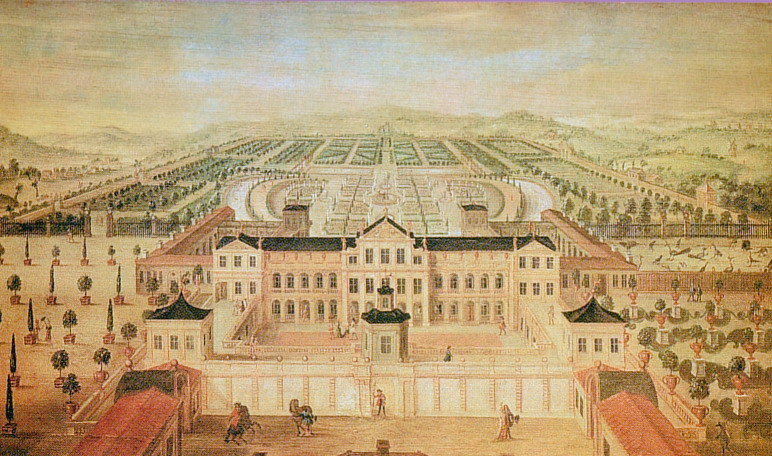
Загородная резиденция Зальцдалум, построенная по приказу Антона Ульриха в 1684 году

Также перу герцога принадлежат два романа: «Светлейшая сириянка Арамена» (Die durchlauchtige Syrerinn Aramena, 5 т., Нюрнб., 1669—73—1678; краткое извлечение сделано С. Альбрехтом, 3 т., Берл., 1782—1786) и «Римская Октавия» (Die Römische Octavia, 6 т., Нюрнб., 1677—1685; 7 т., Брауншв., 1712). Оба романа, в особенности второй, были в своё время сильно распространены и пользовались громкой славой; они страдают обширностью объёма, запутанностью сюжета и часто невероятностью событий. Многие эпизоды имеют своим основанием факты тогдашней придворной жизни.
В соответствии с завещанием похоронен в церкви Святой девы Марии в Вольфенбюттеле «при полной тишине, без проповеди и погребальной церемонии».

## Семья
Антон Ульрих женился 17 августа 1656 года на Елизавете Юлиане Гольштейн-Норбургской (1634—1704), дочери Фридриха Шлезвиг-Гольштейн-Норбургского и Элеоноры Ангальт-Цербстской. У супругов родилось 13 детей, шесть из которых умерло на первом году своей жизни.
- Август Фридрих Брауншвейг-Вольфенбюттельский (1657—1676, погиб), наследный принц
- Елизавета Элеонора Брауншвейг-Вольфенбюттельская (1658—1729), в 1675 году вышла замуж за Иоганна Георга Мекленбург-Шверинского (1629—1675), во втором браке в 1681 году за Бернхарда I Саксен-Мейнингенского (1649—1706).
- Анна София Брауншвейг-Вольфенбюттельская (1659—1742), в 1677 году вышла замуж за Карла Густава Баден-Дурлахского (1648—1703).
- Леопольд Август (1661—1662), наследный принц
- Август Вильгельм Брауншвейг-Вольфенбюттельский (1662—1731), женат последовательно на Кристине Софии Брауншвейг-Вольфенбюттельской (1654—1695), Софии Амалии Шлезвиг-Гольштейн-Готторпской (1670—1710) и Елизавете Софии Марии Шлезвиг-Гольштейн-Норбургской (1683—1767).
- Август Генрих (1663—1664)
- Август Карл (1664—1664)
- Август Франц (1665—1666)
- Августа Доротея Брауншвейг-Вольфенбюттельская (1666—1751), в 1684 году вышла замуж за Антона Гюнтера II Шварцбург-Зондерсгаузенского (1653—1716).
- Амалия Антония (1668—1668)
- Генриетта Кристина Брауншвейг-Вольфенбюттельская (1669—1753), аббатиса Гандерсгеймского монастыря
- Людвиг Рудольф Брауншвейг-Вольфенбюттельский (1671—1735), в 1690 году женился на Кристине Луизе Эттингенской (1671—1747).
- Сибилла Розалия (1672—1673)